# 김문희 (제주도)
김문희(金汶熙, 1886년 4월 28일 - 1986년 4월 28일)는 대한제국 말기의 문신이자 일제강점기와 대한민국의 공무원이다. 해방 직후의 첫 제주도사 직무대리이자 제주부도사였다. 자는 군집(君緝)이고, 호는 소강(小岡) 또는 복재(復齋)이다. 본관은 김해(金海).
대한제국 때 제주목 주사가 되고 일제강점기에는 제주군 군서기, 제주도 도서기, 도속, 제주군 조천면장, 제주도청 도농회 주사 등을 역임했다. 해방 후 1945년 9월 10일 오노 타라이시 제주도사로부터 제주도사 임시대리 겸 제주부도사에 임명되어 행정사무를 인수인계받았으며, 도사로 천거된 안세훈이 취임하지 않아 계속 도사대리직을 역임했다. 제주도사대리 겸 부도사에서 물러난 뒤에는 제주읍장을 역임했다.
1946년 8월 제주도(濟州島)를 도지사급의 행정기관인 제주도(濟州道)로 승격시키는 운동을 추진하였고, 공직 은퇴 뒤에는 제주도 향토사 집필과 향토지 《증보탐라지 (增補耽羅誌)》편찬에 참여하였다.

## 생애
전라남도 제주도 제주군 중면 일도리(一徒里, 훗날 조천읍 조천리(朝天里)에 편입된 지역임.)에서 조선 말 제주판관을 지낸 남강 김응빈의 아들로 태어났다. 아버지 김응빈은 제주도와 한성을 오가면서 미역 등 해산물을 판매하는 상인이었다. 남대문에서 흥선군 이하응의 부하들과 난투극을 벌이다가 이하응이 그를 구해주어 풀려났다. 그 뒤로 흥선대원군 이하응의 집에 초대되어 종종 방문하였다. 1891년(고종 21) 4월 그의 아버지 김응빈은 무과에 급제하여 그해 4월 명월만호, 8월 제주판관을 역임했다. 김윤식이 1897년 제주도로 유배를 오자 자신의 집을 배소로 제공하였고, 1901년 6월까지 체류했다. 1901년 김윤식은 진도군으로 이배되었다가 1907년 풀려났는데 그 뒤로오 아버지 김응빈과 연락을 주고 받으며 외부 문물을 습득했다. 할아버지 김전임(金畊任)은 관직은 없었지만 후에 호조참판에 추증되었다. 16세기에 김복모(金福模)가 제주도로 들어오면서 제주도에 정착했다.
1902년(광무 5) 8월 제주목주사(濟州牧主事)에 임명었으며 1908년 대한협회에 가입, 대한협회 제주도지회 회원. 대한협회회보 1908년 제8호(11월호)에 명단이 있다. 1910년(융희 4) 10월 2일 한일 합방 조약 이후, 총독부서기에 임명되고 제주도청으로 발령되었으며 1910년부터 1913년 제주도 제주군 군서기, 1914년 잠시 강원도로 발령되어 평창군 군서기가 되었다가 다시 제주도로 복직해 1914년 제주도 제주군 군서기, 1915년 제주도 제주군 도서기가 되었다. 1920년 ~ 1923년 전라남도 제주도청 도속이었다.
1926년 한때 관직을 사퇴하고 일본 오사카로 건너갔으며, 같은 해 잡지 개벽지의 오사카지사장에 임명되었다. 그러나 곧 귀국하여 1928년 제주 청년수양회 회장 등을 역임하고 다시 관직에 투신했다. 제주도청 도속과 도 주사를 거쳐 1936년 제주도 제주군 조천면장, 1945년 제주도청 도농회 주사를 역임했다. 1945년 9월 2일 미군정이 주둔하자 오노 타라이시로부터 도사대리 겸 부도사에 임명돼 행정업무를 인수인계받았다. 그러나 미 군정 중앙청에서는 안세훈의 제주도사 임명에 소극적이었고 후임 도사로 추천된 안세훈이 끝내 부임하지 않자, 계속 도사 대리직에 있었다. 9월 28일 미군이 주둔할 때까지 도사대리를 맡았다. 1947년 9월부터 1950년까지는 제주군 제주읍장이었다.
1945년 10월부터 1946년 8월까지는 제주도(濟州島)를 도지사급인 제주도(濟州道)로 승격시키는 운동에 참여하고, 미군정청 제주도 주둔군을 상대로 제주도를 별도의 행정구역으로의 승격을 건의, 설득하였다.
1950년 6.25 전쟁기간 중에는 제주 지역의 향토사료를 조사하였으며, 1950년대에는 제주도 향토사료 조사 활동에 참여하였다.
1954년부터는 제주도향토지 《증보탐라지 (增補耽羅誌)》 편찬에 참여하고, 제주도내 지식인 12명으로 구성된 담수계(淡水契)의 집필에 참여했으며, 그는 담수계에서 주요 업무를 맡아보았다. 1955년 6월 증보탐라지를 발간하였다.

## 저서
- 《증보탐라지 (增補耽羅誌)》, 담수계 공저

## 약력
- 1886년 4월 28일 전라남도 제주도 제주군 중면 일도리(一徒里)에서 김응빈의 아들로 출생
- 대한제국 말기에 제주목주사(濟州牧主事)에 임명됨
- 1908년 대한협회에 가입, 대한협회 제주도지회 회원. 대한협회회보 1908년 제8호(11월호)에 명단이 있다.
- 1910년 한일 합방 조약 이후, 총독부서기에 임명되고 제주도로 발령됨
- 1910년 ~ 1913년 제주도 제주군 군서기
- 1914년 강원도 평창군 군서기
- 1914년 제주도 제주군 군서기
- 1915년 ~ 1920년 제주도 제주군 도서기
- 1920년 ~ 1923년 제주도 도속
- 1926년 일본 오사카로 건너감, 같은 해 잡지 개벽지의 오사카지사장에 임명됨
- 1928년 제주 청년수양회회장
- 다시 관직에 투신, 제주도 도속
- 제주도청 주사
- 1936년 ~ 1938년 제주도 제주군 조천면장
- 제주도청 도농회 주사
- 1945년 9월 10일 오노 타라이시 제주도사로부터 제주도사 임시대리 겸 제주부도사직에 임명, 제주도사로 천거된 안세훈이 취임하지 않아 계속 도사대리로 근무
- 제주도사 임시대리
- 제주부도사
- 1946년 7월 9일 한국독립당 제주도지구당에서 독립촉성국민회 제주분회 조직 결성에 참여, 회장에는 박우상(朴雨相), 부회장에는 김문희가 선출됨[1]
- 1947년 1월 15일 독립촉성국민회 제주지회 총회에서 활동이 미비한 간부와 불순한 간부를 추려내서 해임하자, 독립촉성국민회 제주지회 부회장직을 사퇴[2]
- 1947년 8월 2일 경찰관 공개채용 시험에 합격
- 1947년 9월 ~ 1950년 북제주군 제주읍장[3]
- 1947년 10월 24일 제주도경찰관후원회 고문[4]
- 1947년 ~ 1948년 제주 4.3 사건 당시 미 군정 제주도연대는 사건 수습을 목적으로 한국인 대표자를 구성하자, 최원순, 박경훈(朴景勳), 박종훈(朴鍾壎), 최남식(崔南植) 등과 함께 한국인 대표 22명 중 관공서 대표의 1인으로 미군정 당국과의 교섭, 협상에 참여하였다.
- 1950년 8월 제주도 총후보국회에 가입, 회원[5]
- 1954년 제주도향토지 증보탐라지(增補耽羅誌) 편찬에 참여. 제주도내 지식인 12명으로 구성된 담수계(淡水契)에 가입하여 집필에 참여하였다.

## 가족관계
- 할아버지 : 김전임(金畊任, 1811년 ~ 1861년)
- 아버지 : 김응빈(金膺斌, 1846년 12월 13일 ~ 1928년)
  - 동생 김문형(金水+文炯)
  - 동생 김문호(金水+文昊)
- 당숙 : 김응배

## 기타
김해 김씨 삼현파였던 선조 김복모(金福模)가 16세기 경 제주도로 들어와 조천면 조천리, 이동리 일대에 정착하여 그의 집안은 조천김씨 이동파라고도 불렸다.
김복모는 고려 충정왕 때의 판도판서를 지낸 김관(金管)의 후손인데, 김관의 또다른 후손인 김근한, 김기손 등은 각각 서로 다른 시기에 따로 제주도에 들어와 정착했다. 같은 김관의 먼 후손이지만 제주도로 들어온 다른 김해김씨와의 구별을 위해 그의 가계는 조천김씨 또는 이동파로 부른다.

## 같이 보기
- 박경훈
- 한국독립당
- 독립촉성국민회
- 4.3 사건
- 이승만
- 김윤식